# コルチュラ
コルチュラ（クロアチア語: Korčula,イタリア語: Curzola）はクロアチア、ドゥブロヴニク＝ネレトヴァ郡の都市および基礎自治体で、コルチュラ島の東岸を防御してきた歴史的な城砦都市である。

## 町並み
旧市街の周囲は城壁に囲まれ、通りは杉綾模様状(herringbone)になっており風通しを良くしているが激しい強風からは守られている 。コルチュラは島と本土の狭い海峡を守る岬の上に堅く築かれた町である。城壁の外側には18世紀まで建物を建てることが禁止されており、木造の跳ね橋は1863年に替えられただけである。コルチュラのすべての狭い通りは顕著な例外である南東部の城壁沿いに走る通りを除いて階段がある。通りは階段の心配が必要ないことから「考えの通り」と呼ばれている。

## 文化・歴史
町の歴史的な場所には1301年から1806年にかけて建築された中央部のロマネスクゴシック様式の大聖堂である聖マルコ大聖堂、15世紀のフランシスコ会修道院とヴェネチアンゴシックの回廊、市民会議場、前支配者であるヴェネツィアの行政官宮殿、15世紀、16世紀の地元の商人貴族の館や城壁などがある。コルチュラには敬虔なカトリック教徒の住民が古くからの教会の祭式や武術舞踊を守っている。モレシュカ(Moreška)は中世に遡る武術舞踊で、本来は特別な行事の時に行われるが現代では週二回、観光用に公開されている。
コルチュラは1214年に奴隷制を禁止する法令が出された町で、世界で最初に非合法化された場所である 。
コルチュラは他のダルマチアの島々やドゥブロヴニクなどのアドリア海沿岸の都市と同じように、ラテンとスラヴの二つの文化が融合しローマ時代後期より開かれ始め、現代のクロアチアに至っている。19世紀後半まで他の島がクロアチア人で占める間でもイタリア系の住民が大多数をコルチュラでは占めており、ダルマチアの山岳部やクロアチア本土とは異なったアドリア海や地中海の文化を備えていた。
第一次世界大戦後は、オーストリア・ハンガリー帝国からユーゴスラビアに編入された。

## ギャラリー

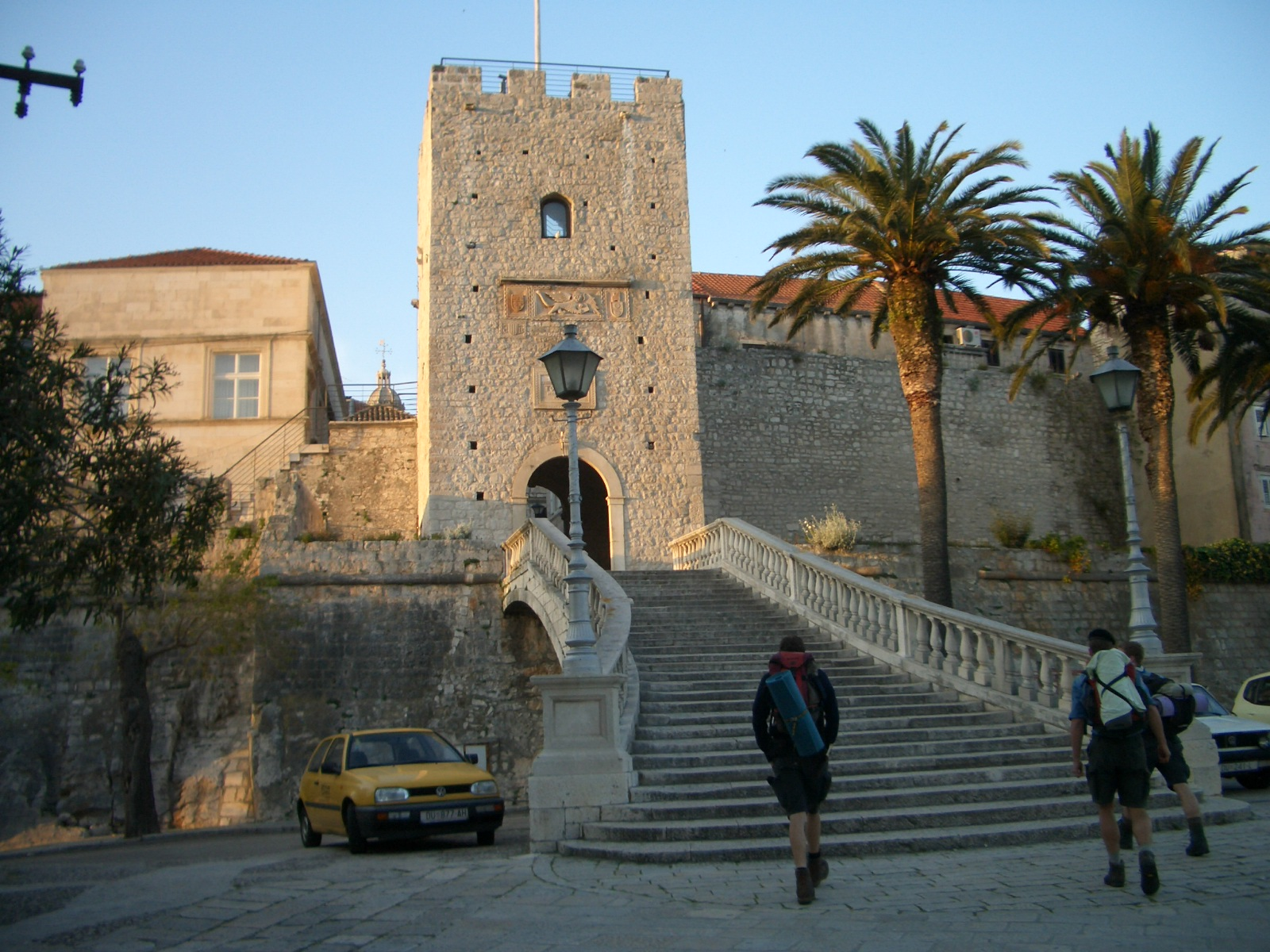
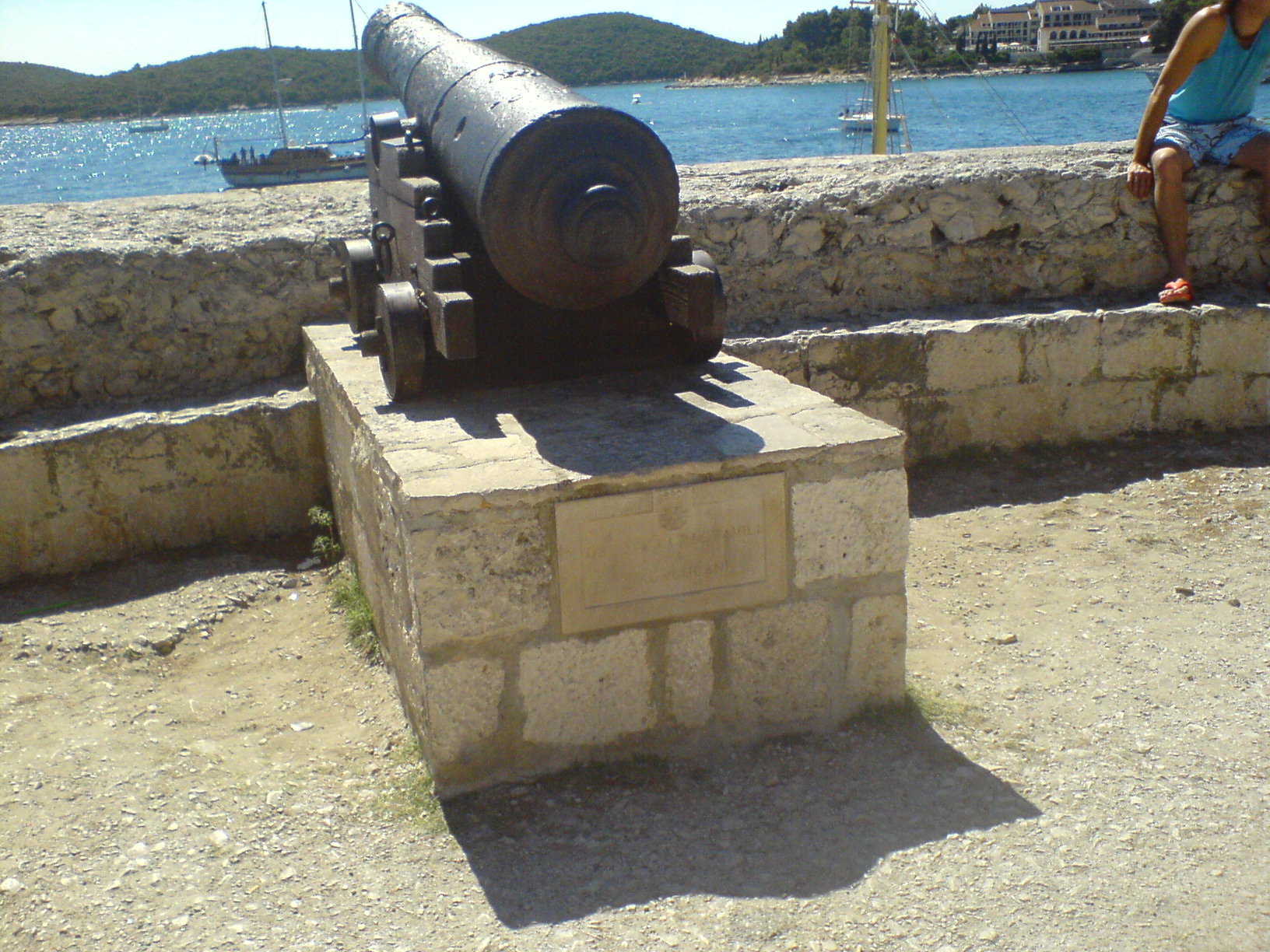
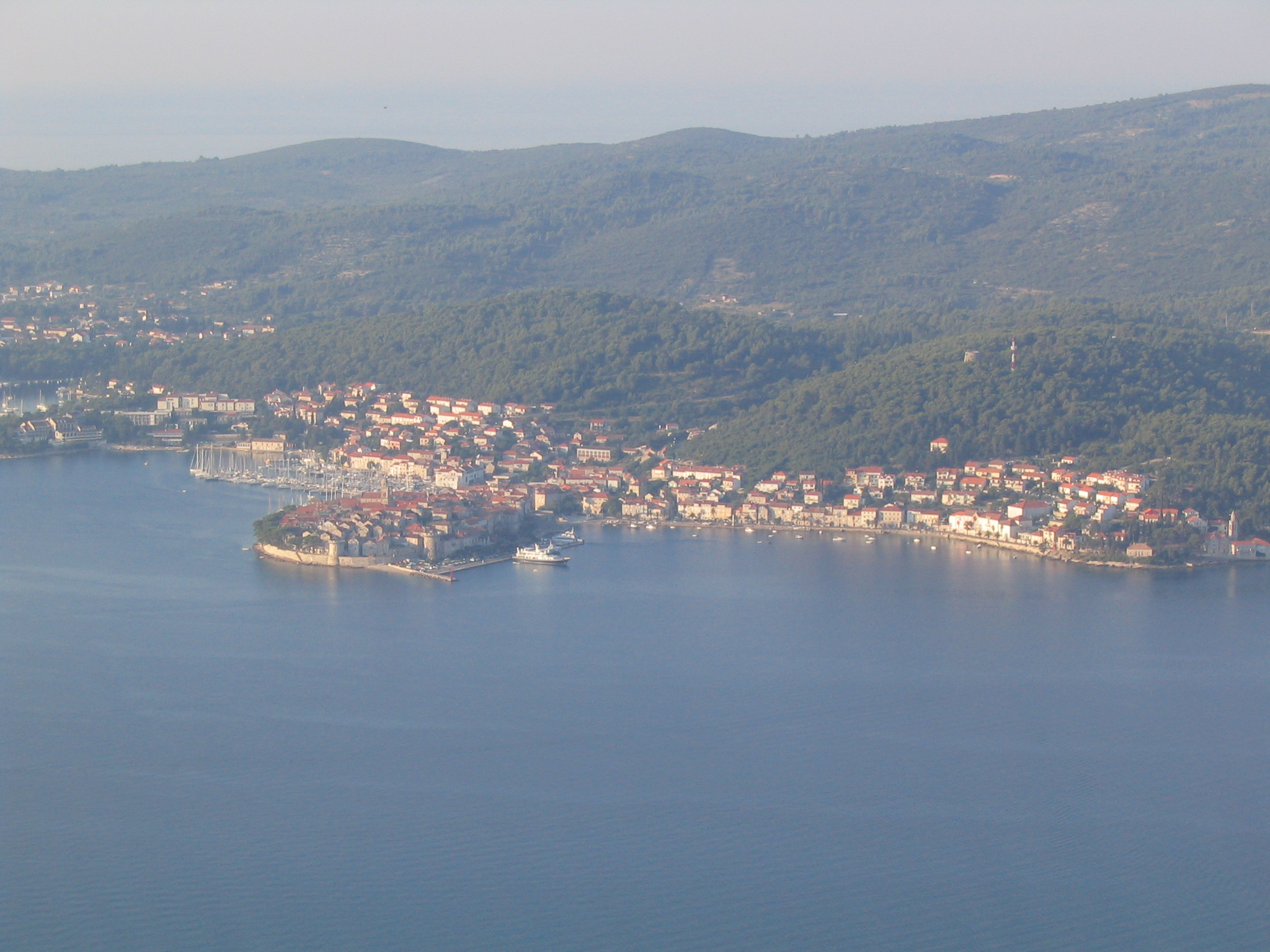
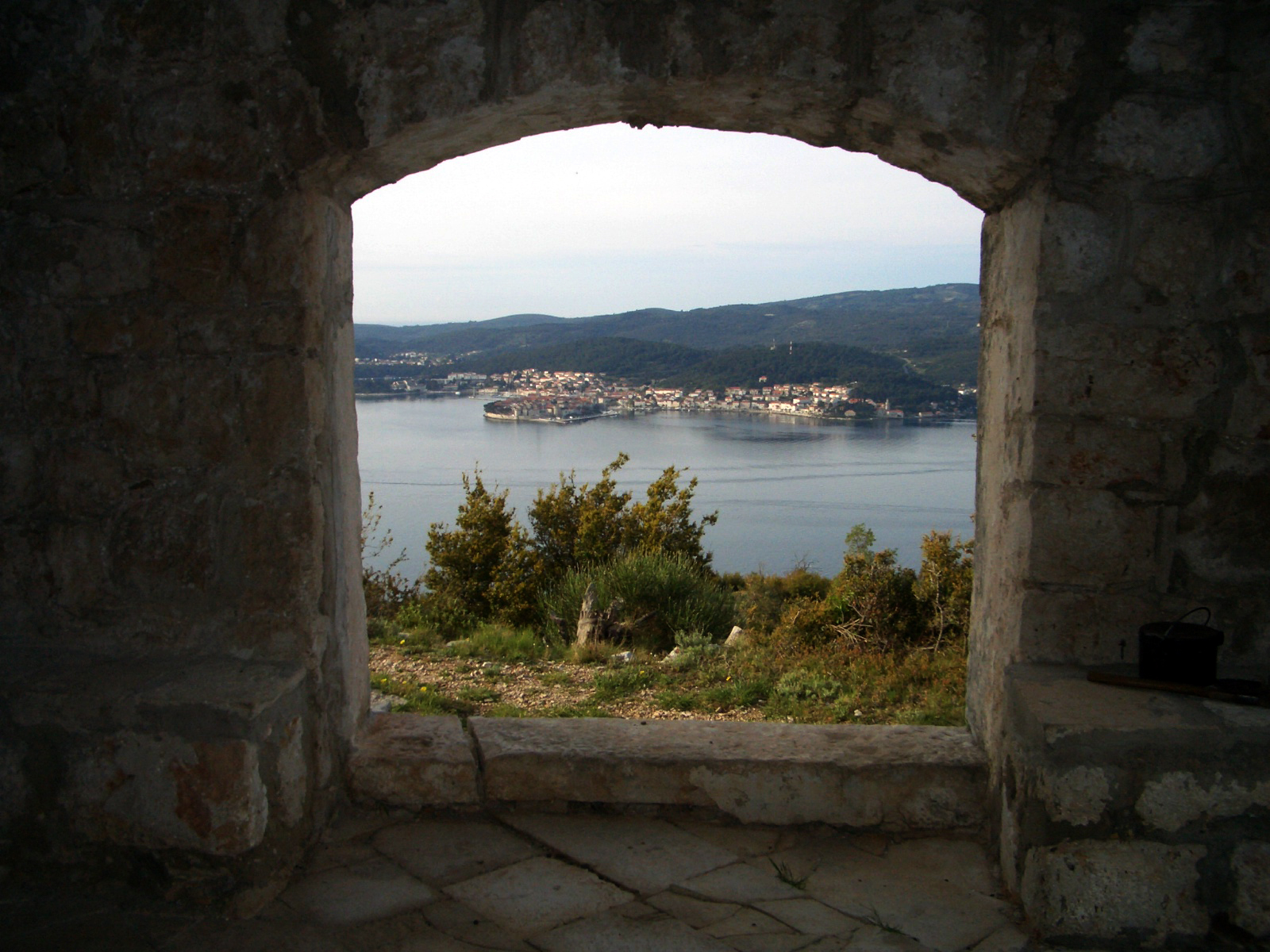
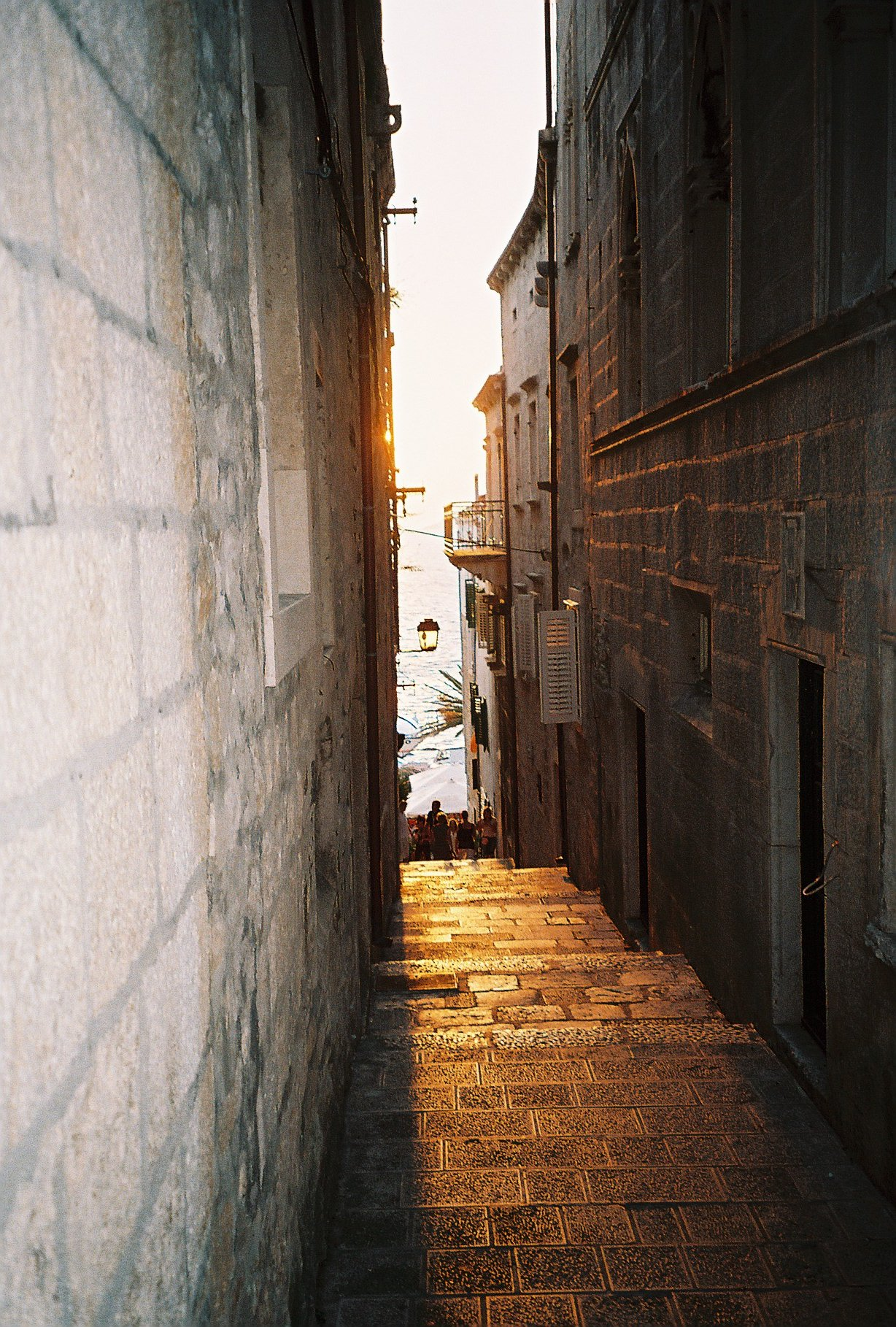
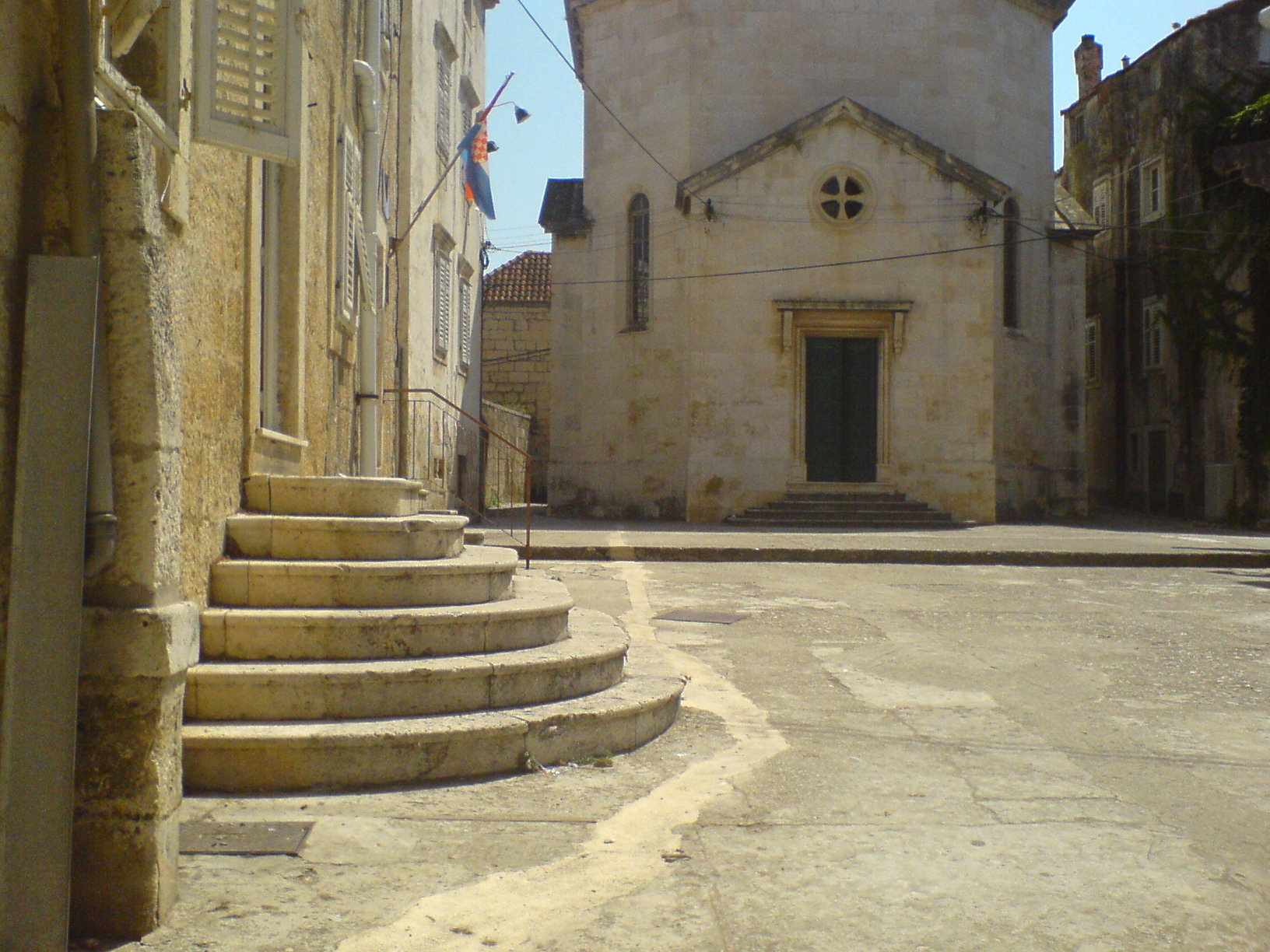
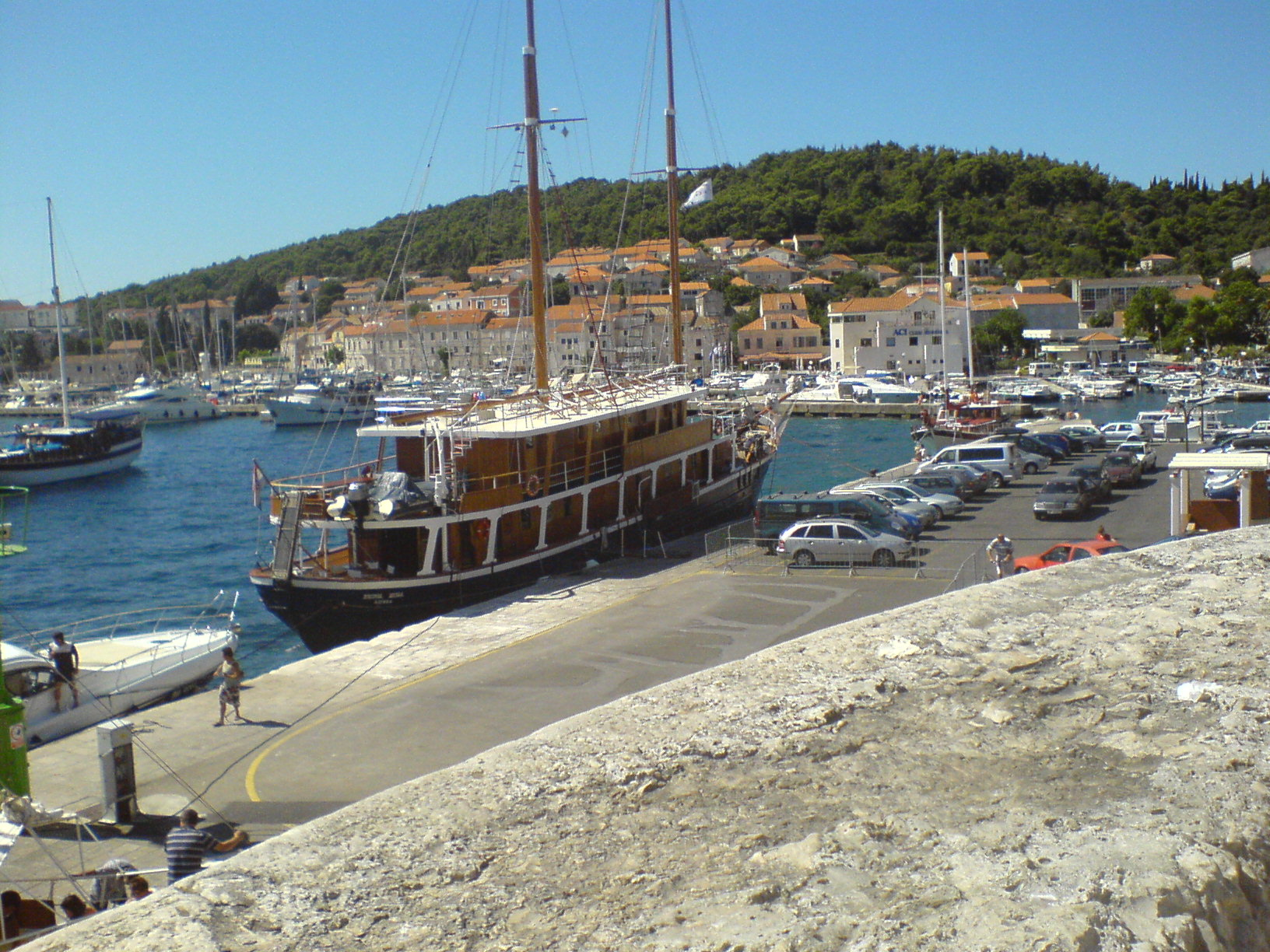
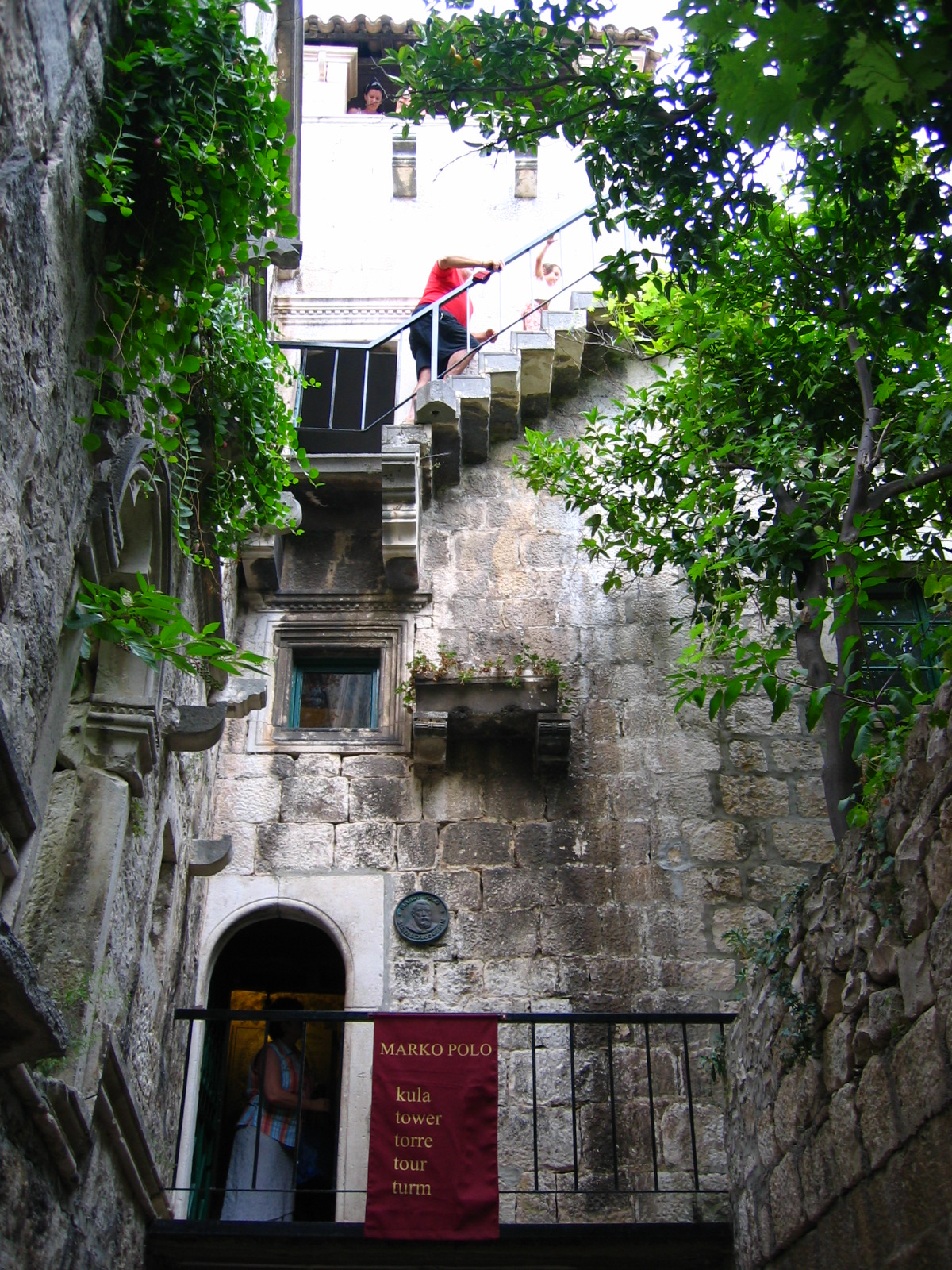
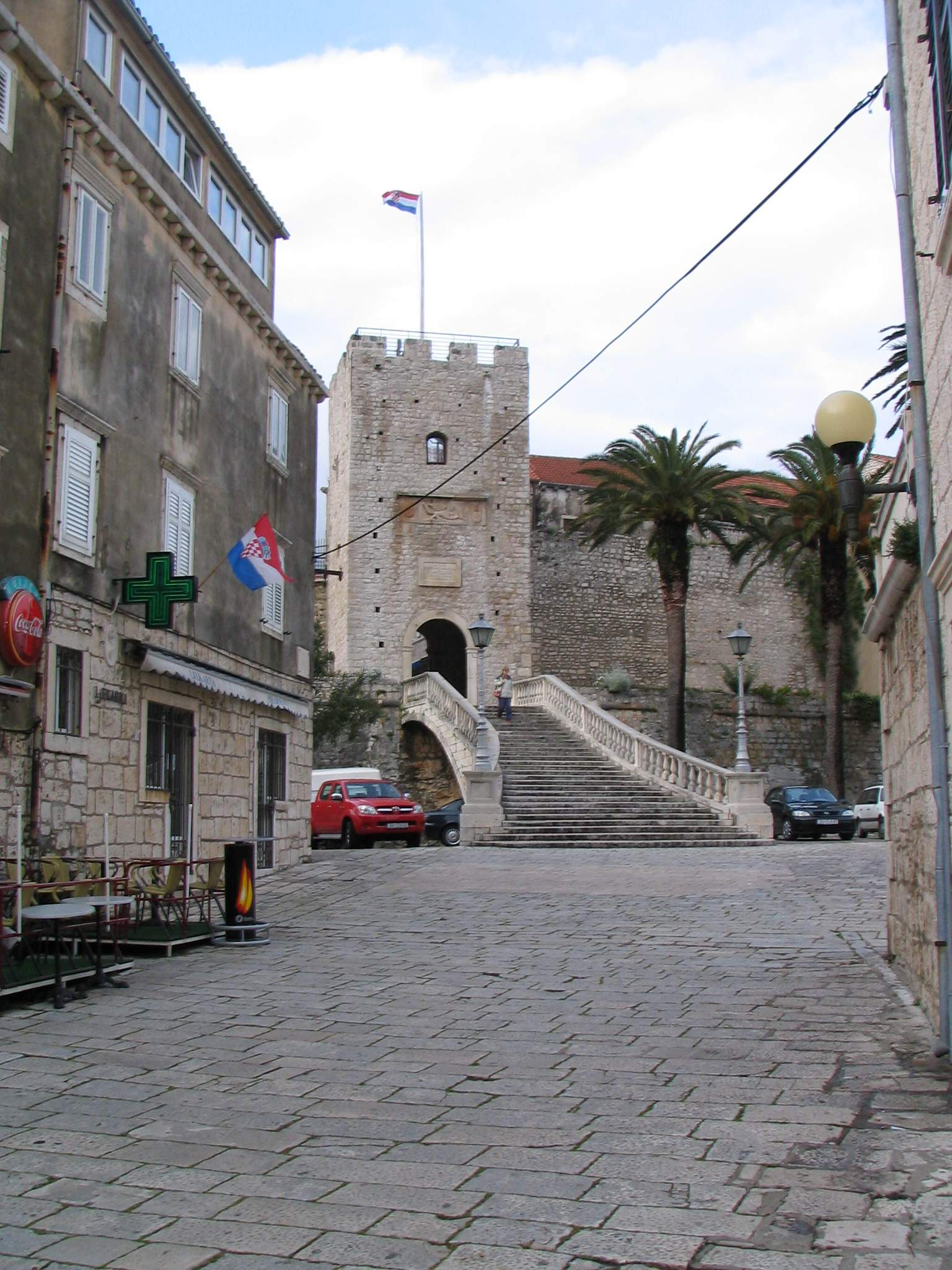
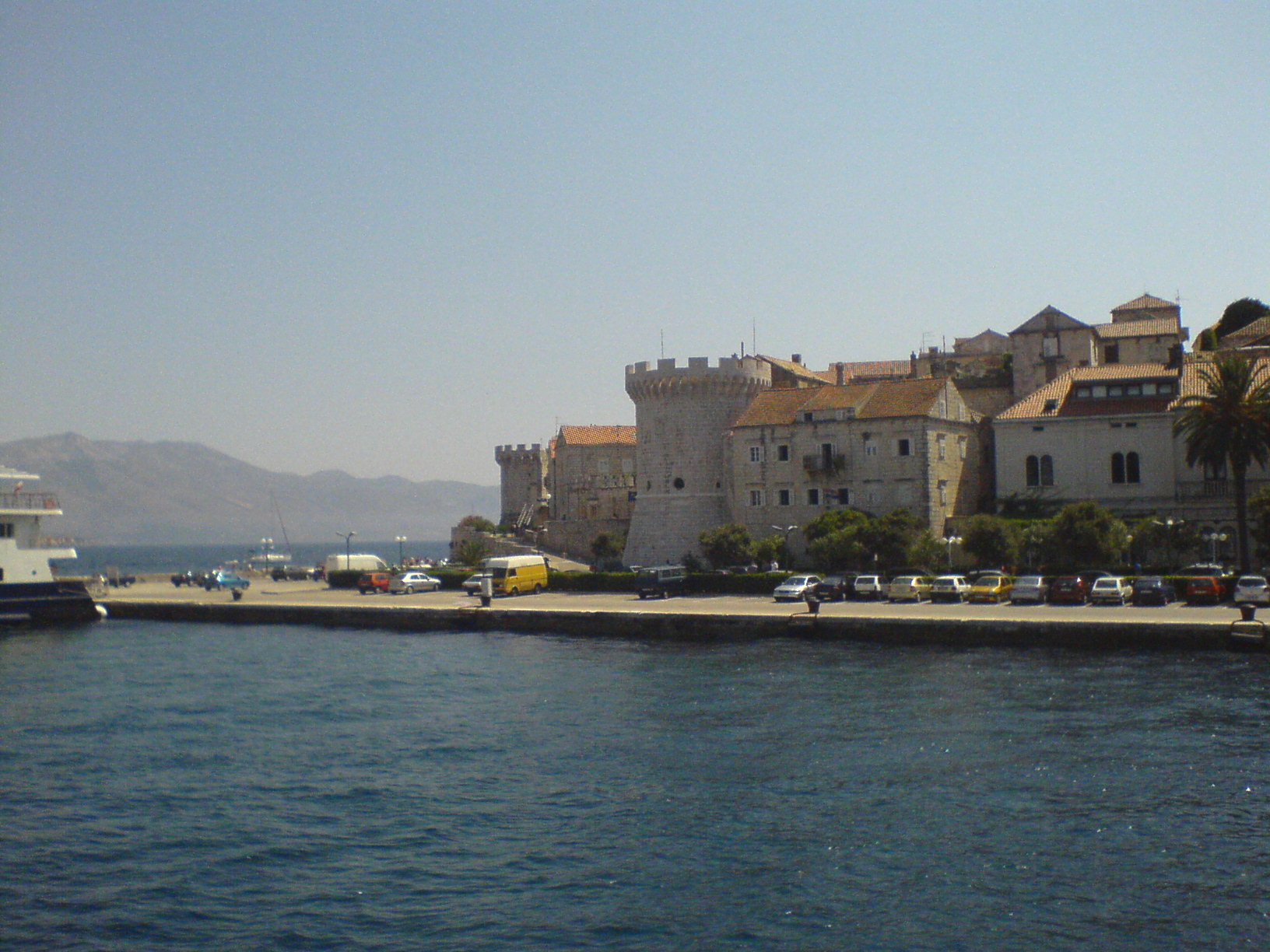
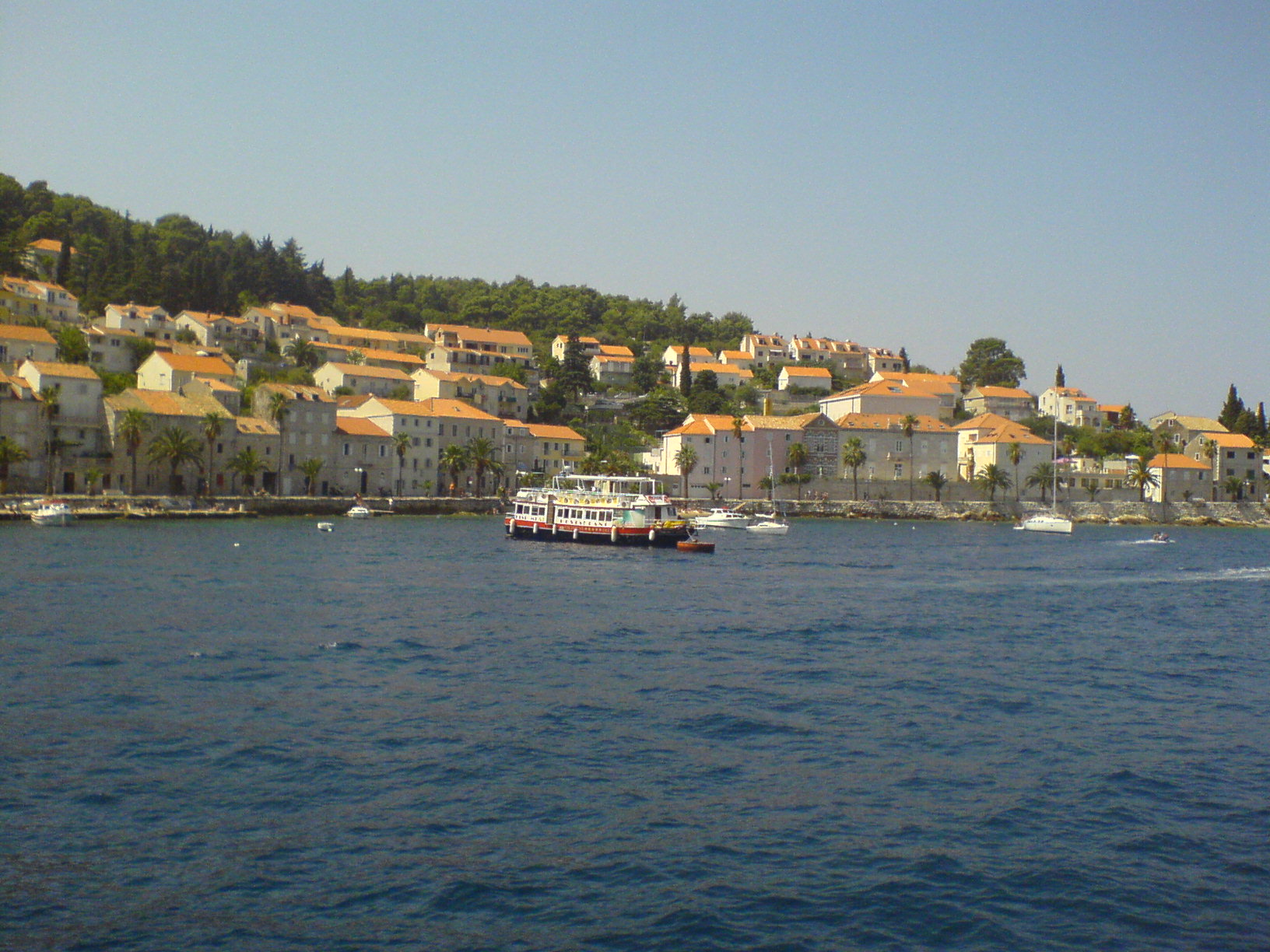
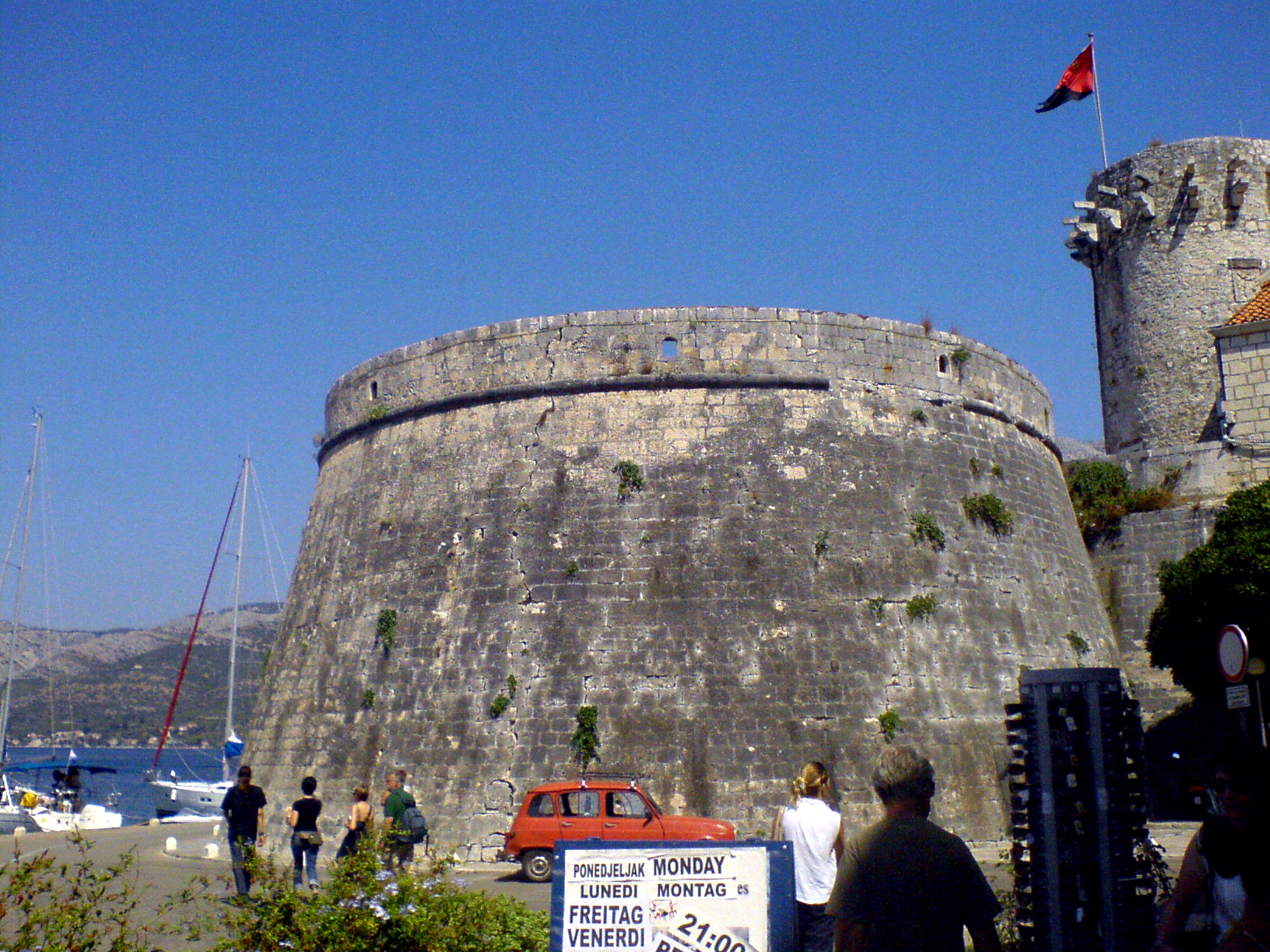